# Bonnie Stewart
Bonnie Madison Stewart (10 juillet 1914 - 15 avril 1994) est professeur de mathématiques à l'Université d'État du Michigan de 1940 à 1980.
Il obtient son doctorat de l'Université du Wisconsin à Madison en 1941, sous la direction de Cyrus Colton MacDuffee.

## Contributions
En 1952, la première édition de son livre, Théorie des nombres, est publiée. Les contributions de Stewart à la théorie des nombres comprennent également une caractérisation complète des nombres pratiques en termes de leurs factorisations, qu'il publie en 1954, un an avant la découverte indépendante du même résultat par Wacław Sierpiński.
En 1970, il publie un livre, Adventures Among the Toroids, dans laquelle il discute de ce qu'on appelle maintenant les toroïdes de Stewart. Le livre est manuscrit en calligraphie avec de nombreuses formules et illustrations. Comme les solides de Platon, les solides d'Archimède et les solides de Johnson, les polyèdres de Stewart ont des polygones réguliers comme faces. Les trois premières catégories sont toutes convexes, alors que les tores de Stewart ont des tunnels à face polygonale.